# Armoriale dei comuni della Charente Marittima
Questa pagina contiene le armi (stemma e blasonatura) dei comuni della Charente Marittima.
| Stemma | Nome del comune e blasonatura |
| ------ | --- |
|        | Le Bois-Plage-en-Ré - (-) |
|        | Breuillet Écartelé: au premier d'argent aux trois chevrons de gueules, au deuxième de gueules au lion d'or, au troisième d'azur à l'aigle contourné essorant au vol éployé et abaissé d'or, au quatrième de gueules aux six besants d'argent ordonnés 2, 1, 2 et 1 ; à la croix estrée d'argent brochant sur la partition ; sur le tout un livre ouvert d'argent, à la reliure et à la tranche d'or, chargé du portail du temple du lieu à dextre et du portail de l'église du lieu à sénestre, les deux dessinés au trait (inquartato: nel 1º d'argento a tre scaglioni di rosso; nel 2º di rosso, al leone d'oro; nel 3º d'azzurro, all'aquila rivoltata sorante con volo spiegato e abbassato d'oro; nel 4º di rosso, a sei bisanti d'argento ordinati 2, 1, 2, 1; alla croce ristretta d'argento attraversante sulla partizione; sul tutto un libro aperto d'argento, con la rilegatura e il taglio d'oro, caricato del portone del tempio locale a destra e del portone della chiesa locale a sinistra, entrambi disegnati al tratto) |
|        | Fouras d'azur à la barque d'argent et de gueules de deux mâts, habillée d'or et pavillonée d'azur,d'argent et de gueules, accostée de deux poissons d'argent posés en pal, et voguant sur une mer de sinople agitée de sable, au chef parti de sable à la lune au plein d'argent et de gueules au fort Vauban du lieu aussi d'argent (d'azzurro, alla barca a due alberi d'argento e di rosso, fornita d'oro e banderuolata d'azzurro, d'argento e di rosso, accostata da due pesci d'argento posti in palo, e vogante su un mare di verde fluttuoso di nero; al capo partito di nero, alla luna piena d'argento, e di rosso, al locale forte di Vauban, pure d'argento) |
|        | Hiers-Brouage Parti, le premier d'azur, à trois fleurs de lis d'or, 2 et 1 ; le deuxième de gueules, à un orle de chaînes d'or passées en croix et en sautoir. (partito: nel 1° d'azzurro, a tre gigli d'oro, 2 e 1; nel 2° di rosso, con un orlo di catene d'oro passate in croce e in decusse) |
|        | Île-d'Aix de sinople au lion d'or, armé et lampassé de gueules, tenant de ses pattes avant un trident du même posé en pal, le tout posé sur un mont de sable (di verde, al leone d'oro, armato e lampassato di rosso, tenente con le zampe anteriori un tridente dello stesso posto in palo, il tutto sostenuto da un monte di nero) |
|        | Jonzac De gueules au pont de trois arches d'argent maçonné de sable, posé sur une rivière aussi d'argent mouvant de la pointe, surmonté d'un château couvert à deux grosses tours et un entremur, le tout du même maçonné aussi de sable (di rosso, al ponte di tre archi d'argento murato di nero, posto su un fiume pure d'argento movente dalla punta, sormontato da un castello coperto con due grosse torri ed un inframuro, il tutto dello stesso pure murato di nero) |
|        | Marans d'azur semé de croisettes recroisetées au pied fiché d'or, au croissant d'argent brochant sur le tout (d'azzurro seminato di crocette ricrociate e fitte d'oro, al crescente d'argento attraversante sul tutto) |
|        | Marennes D'azur à la galère d'argent voguant sur des ondes du même mouvant de la pointe, adextrée en chef d'une étoile aussi d'argent (d'azzurro, alla galera d'argento, vogante su onde dello stesso moventi dalla punta, addestrata in capo ad una stella pure d'argento) |
|        | Montendre parti : au premier gironné de vair et de gueules de dix pièces, au second burelé d'argent et d'azur aux trois chevrons de gueules brochant sur le tout, le premier écimé (partito: nel 1º gheronato di vaio e di rosso di dieci pezzi; nel 2º burellato d'argento e d'azzurro di dieci pezzi, a tre scaglioni di rosso attraversanti sul tutto, il primo scaglione troncato) |
|        | Pons De sinople à trois ponts de trois arches d'or, l'un au-dessus de l'autre, maçonnés de sable, soutenus chacun par une rivière d'argent ; au franc-quartier senestre de gueules chargé de la lettre capitale N d'argent surmontée d'une étoile rayonnante du même. (…) |
|        | Rivedoux-Plage D'azur au lion d'or à la couronne comtale, armé et lampassé de gueules (D'azzuro al leone d'oro con una corona di conte, armato e lampassato di rosso) |
|        | Rochefort Coupé, au premier parti d'azur à l'étoile d'or, et d'argent au fort crénelé posé sur un rocher, le tout de sable ; au second de sable au navire d'argent équipé d'or, voguant sur une mer d'argent mouvant de la pointe (troncato: nel 1° partito d'azzurro, alla stella d'oro, e d'argento, al forte merlato posto su una roccia, il tutto d'oro; nel 2° di nero, alla nave d'argento equipaggiata d'oro, vogante su un mare d'argento movente dalla punta) |
|        | Rochefort (stemma antico) D'azur, à une montagne d'or, sommée d'une fleur de lis de même en chef (d'azzurro, alla montagna d'oro, sormontata da un giglio dello stesso in capo) |
|        | La Rochelle De gueules (pourpre) au vaisseau d'or, habillé d'argent, voguant sur une mer de sinople, au chef d'azur, chargé de trois fleurs de lis d'or (di rosso (di porpora) al vascello d'oro, fornito d'argento, vogante su un mare di verde, al capo d'azzurro, caricato da tre gigli d'oro) |
|        | Saint-Georges-de-Didonne gironné d'argent et de gueules de douze pièces. (gheronato d'argento e di rosso di dodici pezzi.) |
|        | Saint-Jean-d'Angély D'azur, semé de fleurs de lis d'or, au franc quartier de gueules chargé du chef de saint Jean d'argent posé sur un plateau d'or. (d'azzurro, seminato di gigli d'oro, al quartier franco di rosso caricato dal capo di San Giovanni d'argento posto su un vassoio d'oro) |
|        | Saint-Martin-de-Ré D'azur à la croix potencée d'argent (D'azzuro alla croce potenziata scorciata d'argento) |
|        | Saint-Palais-sur-Mer parti d'or à trois croisettes latines de sable et de gueules au lion d'argent (partito d'oro, a tre crocette latine di nero, e di rosso, al leone d'argento) |
|        | Saintes De gueules, à un pont de trois arches, surmonté de trois tours couvertes et girouettées, mouvant du 1er, ayant au 2e un portail, accompagné de deux tours crénelées, couvertes et girouettées, le tout d'argent, sur une onde de même ; au chef cousu d'azur, chargé de trois fleurs de lis d'or. (di rosso, al ponte di tre archi, sormontato da tre torri coperte e a ventarola, movente dal 1°, ed avente nel 2° un portone, accompagnato da due torri merlate, coperte e a ventarola, il tutto d'argento, su un'onda dello stesso; al capo cucito d'azzurro caricato di tre gigli d'oro) |
|        | Saujon Parti, au premier d'azur à la fasce acompagnée en chef d'un croissant, et en pointe d'une coquille, le tout d'argent, qui est Campet de Saujon, au second d'argent, à trois chevons de gueules, qui est Du Plessis-Richelieu. (partito: nel 1° d'azzurro, alla fascia accompagnata in capo da un crescente e in punta da una conchiglia, il tutto d'argento, che è di Campet de Saujon; nel 2° d'argento, a tre scaglioni di rosso, che è di Du Plessis-Richelieu) |